# These Boots Are Made for Walkin'
These Boots Are Made for Walkin'  är en poplåt skriven av Lee Hazlewood och lanserad av Nancy Sinatra i februari 1966 på Reprise Records. Den blev en stor framgång och låg etta på singellistorna i USA och Storbritannien. Den fanns med på Sinatras debutalbum Boots. Låten blev känd för sin prominenta basslinga som inleder låten och sedan återkommer flera gånger samt sin lite vågade musikvideo där Nancy Sinatra och sex andra unga kvinnor framförde låten iförda go-go-boots och kortkorta kjolar.
Flera artister har gjort covers på låten och den har funnits med på soundtracks till många filmer, bland annat Full Metal Jacket. Pitchfork Media listade den som #114 på sin lista "The 200 Greatest Songs of the 1960s".

## Listplaceringar
| Lista (1966)   | Position              |
| -------------- | --------------------- |
| Finland        | 4                     |
| Flandern       | 1                     |
| Frankrike      | 27                    |
| Irland         | 1                     |
| Kanada         | 1                     |
| Nederländerna  | 1                     |
| Norge          | 2 (VG-lista)          |
| Nya Zeeland    | 1                     |
| Spanien        | 2                     |
| Storbritannien | 1                     |
| Sverige        | 1 (Kvällstoppen)      |
| Sverige        | 1 (Tio i topp)        |
| USA            | 1 (Billboard Hot 100) |
| Vallonien      | 2                     |
| Västtyskland   | 1                     |
| Österrike      | 1                     |